# Manuel Battistini
Manuel Battistini, né le 22 juillet 1994 à Borgo Maggiore (Saint-Marin), est un footballeur international saint-marinais qui évolue au poste d’arrière droit à l'AC Virtus.

## Biographie

### Carrière en sélection
Le 11 octobre 2013, Battistini fait ses débuts avec le Saint-Marin lors d'un match des éliminatoires de la Coupe du monde 2014 face à la Moldavie (défaite 0-3).